# Louis Bendixen
Louis Bendixen (født 23. juni 1995 i København) er en dansk forhenværende cykelrytter, der senest kørte for Uno-X Mobility.

## Meritter
2013
- 1. Junior DM i MTB XCO 2013.(U19)
- 2. Junior DM i cykelcross 2013.(U19)
- 4. Junior UCI XCO World Cup Val Di Sole 2013.(U19)

2016
- 7. Tour of China I, Stage 2
- 5. Tour of China II, Stage 5.

2018
- 3. stage (Prologue) Volta a Portugal em Bicicleta Santander Totta